# Сакаџија
Сакаџија је човек који разноси воду за пиће. Док у градовима и варошицама није било градског водовода, скаџије су разносиле воду по цени један грош од саке. Сака је било углављено буре запремине 3 - 4 акова. Према Глиши Елезовићу, сака је арапска реч и означава „буре или кола са буретом, мешину или коња са мешином у којима се вода носи“. процењује се да је Сакаџија у Београду 1883, када су петицијом протестовали због додатног опорезивања, било око стотину.
У Београду су сакаџије узимале воду са чесми али и из Саве и Дунава. Најпознатије чесме су биле: Делијска чесма, Чукур чесма, Тоскина чесма, Теразијска чесма и Сака чесма.
У Војводини где је проблем пијаће воде изражен и данас (нпр. Суботица) постоје артески бунари. Они се налазе на улици, свакоме су доступни а вода се пумпа ручно помоћу великог точка које се окреће. У приградским деловима где нема водовода, у домаћинствима се копају плићи бунари и та вода је за техничку употребу али не и за пиће. Вода из артеских бунара се извлачи са већих дубина, те су укус, температура и квалитет далеко бољи. Сакаџијски посао одавно више не постоји.